# Eleição municipal de Barueri em 1996
A eleição municipal de Barueri em 1996, ocorreu no dia 03 de outubro de 1996, para eleger um prefeito, um vice-prefeito e 19 vereadores no município de Barueri, no Estado de São Paulo, Brasil. O prefeito eleito foi Gil Arantes, do PFL, com 62,70% dos votos válidos, no primeiro turno. Houve outros quatro candidatos: Marcelo Barbara, do PSDB, João Amancio, do PDT, Gilberto Pires, do PSL e Waldete Rodrigues, do PGT. Na Câmara Municipal de Barueri, o candidato mais votado foi Janio Gonçalves, do PMDB com 3389 votos, 3,23% dos votos válidos.

## Antecedentes
Na eleição municipal de 1992, Rubens Furlan, do PMDB, foi eleito com 57 434 votos, equivalente a 67,30% dos votos. Ele venceu Eduardo Assarito,do PT e José Calixto, do PRN.

## Candidatos a prefeito
|  | Nº | Candidato(a) a prefeito | Candidato(a) a prefeito                                 | Candidato(a) a vice-prefeito | Candidato(a) a vice-prefeito | Coligação                                                      |
|  | -- | ----------------------- | ------------------------------------------------------- | ---------------------------- | ---------------------------- | -------------------------------------------------------------- |
|  | 25 |                         | Gil Arantes (PFL) Gilberto Macedo Gil Arantes           |                              | n/d                          | não conhecida - Partido da Frente Liberal (PFL)                |
|  | 17 |                         | Gilberto Pires (PSL) Gilberto Pires Franco              |                              | n/d                          | não conhecida - Partido Social Liberal (PSL)                   |
|  | 12 |                         | João Amancio (PDT) João Amancio da Conceição            |                              | n/d                          | não conhecida - Partido Democrático Trabalhista (PDT)          |
|  | 45 |                         | Marcelo Barbara (PSDB) João Marcelo Barbara de Oliveira |                              | n/d                          | não conhecida - Partido da Social Democracia Brasileira (PSDB) |
|  | 30 |                         | Waldete Alves (PGT) Waldete Alves Rodrigues             |                              | n/d                          | não conhecida - Partido Geral dos Trabalhadores (PGT)          |

## Resultados

### Prefeito
| 1º Turno 3 de outubro de 1996 | 1º Turno 3 de outubro de 1996 | 1º Turno 3 de outubro de 1996 | 1º Turno 3 de outubro de 1996 |
| Candidato(a)                  | Vice                          | Votação                       | Votação                       |
| Candidato(a)                  | Vice                          | Total                         | Porcentagem                   |
| ----------------------------- | ----------------------------- | ----------------------------- | ----------------------------- |
| Gil Arantes (PFL)             | n/d                           | 65.728                        | 73,21%                        |
| Marcelo Barbara (PSDB)        | n/d                           | 16.347                        | 18,21%                        |
| João Amancio (PDT)            | n/d                           | 3.994                         | 4,45%                         |
| Gilberto Pires (PSL)          | n/d                           | 2.934                         | 3,27%                         |
| Waldete Alves (PGT)           | n/d                           | 773                           | 0,86%                         |
| Total de votos válidos        | Total de votos válidos        | 89.776                        | 100,00%                       |
| Votos apurados                |                               |                               |                               |
| Votos válidos                 | Votos válidos                 | 89.776                        | 85,65%                        |
| Votos em branco               | Votos em branco               | 3.596                         | 3,43%                         |
| Votos nulos                   | Votos nulos                   | 11.451                        | 10,92%                        |
| Total de votos apurados       | Total de votos apurados       | 104.823                       | 100,00%                       |
| Eleitores                     |                               |                               |                               |
| Comparecimento                | Comparecimento                | 104.823                       | 86,94%                        |
| Abstenções                    | Abstenções                    | 15.747                        | 13,06%                        |
| Total de eleitores            | Total de eleitores            | 120.570                       | 100,00%                       |

### Vereador[2]
| Resultado da eleição para a Câmara Municipal de Barueri em 1996 |                        |                        |         |             |
| Candidato                                                       | Candidato              | Partido                | Votos   | Porcentagem |
| Janio Gonçalves                                                 | Janio Gonçalves        | PMDB                   | 3.389   | 3,23%       |
| Cleuso de Oliveira                                              | Cleuso de Oliveira     | PMDB                   | 2.548   | 2,43%       |
| Luciano Menezes                                                 | Luciano Menezes        | PMDB                   | 2.522   | 2,41%       |
| João Ezio                                                       | João Ezio              | PFL                    | 2.353   | 2,24%       |
| Jorge Fujihara                                                  | Jorge Fujihara         | PFL                    | 2.240   | 2,14%       |
| Clarindo Aparecido                                              | Clarindo Aparecido     | PMDB                   | 2.202   | 2,10%       |
| José de Melo                                                    | José de Melo           | PFL                    | 2.187   | 2,09%       |
| Waine Billafon                                                  | Waine Billafon         | PMDB                   | 1.963   | 1,87%       |
| Maria Angela                                                    | Maria Angela           | PFL                    | 1.817   | 1,73%       |
| Nilton Melão                                                    | Nilton Melão           | PMDB                   | 1.808   | 1,72%       |
| Tarzan                                                          | Tarzan                 | PMDB                   | 1.722   | 1,64%       |
| Maria Evangelista                                               | Maria Evangelista      | PMDB                   | 1.446   | 1,38%       |
| Mário Lopes                                                     | Mário Lopes            | PFL                    | 1.440   | 1,37%       |
| Zé Baiano                                                       | Zé Baiano              | PFL                    | 1.334   | 1,27%       |
| Dr. Jacques                                                     | Dr. Jacques            | PFL                    | 1.256   | 1,20%       |
| Edval Bartolli                                                  | Edval Bartolli         | PFL                    | 1.226   | 1,17%       |
| Vitor Firmino                                                   | Vitor Firmino          | PST                    | 1.215   | 1,17%       |
| Eduardo Cavalcante                                              | Eduardo Cavalcante     | PST                    | 837     | 0,80%       |
| João Firmino                                                    | João Firmino           | PST                    | 818     | 0,78%       |
| Total de votos válidos                                          | Total de votos válidos | Total de votos válidos | 82.951  | 79,14%      |
| Votos em branco                                                 | Votos em branco        | Votos em branco        | 14.721  | 14,04%      |
| Votos nulos                                                     | Votos nulos            | Votos nulos            | 7.151   | 6,82%       |
| Total                                                           | Total                  | Total                  | 104.823 | 86,94%      |
| Abstenções                                                      | Abstenções             | Abstenções             | 15.747  | 13,06%      |
| Votos Apurados                                                  | Votos Apurados         | Votos Apurados         | 104.823 | 100%        |
| Total de eleitores                                              | Total de eleitores     | Total de eleitores     | 120.570 | 100%        |